# Carranza (apellido)
El linaje del apellido Carranza (escrito  en vasco Karrantza) se cree que procede de Vizcaya, en el País Vasco y pudo tener su primitiva casa solar en el Valle de Carranza (Karrantza Harana, en euskera), denominación que tomó por apellido.
Hace muchos años que se propagó por toda España dimanando de él también los Sánchez de Carranza, Ortiz de Carranza y Martínez de Carranza. 
De esta casa solar derivaron las ramas que llevaron esos apellidos a Cantabria, La Rioja, ambas Castillas, Navarra, Andalucía y Extremadura.